# Elena Bogdan
Elena Bogdan (* 28. März 1992 in Craiova) ist eine rumänische Tennisspielerin.

## Karriere
Bogdan, die Sandplätze bevorzugt, gewann bislang vier Einzel- und 21 Doppeltitel auf dem ITF Women’s Circuit. Hinzu kam 2014 mit dem Doppeltitel beim Turnier in Bukarest ihr erster Erfolg auf der WTA Tour.
Im Juni 2006 spielte Bogdan ihr erstes ITF-Turnier im rumänischen Galați, wo sie in der ersten Runde Alexandra Cadanțu mit 6:4, 2:6, 1:6 unterlag. 2007 und 2008 spielte sie insgesamt 13 ITF-Turniere. Beim Juniorinnenwettbewerb 2008 der French Open erreichte sie das Finale, das sie gegen Simona Halep mit 4:6, 7:63 und 2:6 verlor.
2009 begann Bogdan ihre Profikarriere. Sie gewann zusammen mit Noppawan Lertcheewakarn den Doppelwettbewerb der Juniorinnen der French Open gegen Tímea Babos und Heather Watson mit 3:6, 6:3 und [10:8]. Im Juni und Juli gewann sie dann ihre ersten beiden ITF-Turniere in Bukarest, im September spielte sie in Taschkent ihre erste Qualifikation für ein WTA-Turnier.
Im Februar 2010 konnte sie in Bogota ihre ersten beiden Qualifikationsspiele bei einem WTA-Turnier gewinnen, sie verpasste den Einzug ins Hauptfeld nur knapp. Im Mai gewann sie bei der Qualifikation der Warschau ihr drittes Spiel auf der WTA Tour, bevor sie im Oktober in Madrid ihr erstes $50.000-ITF-Turnier gewann.
Zu Beginn des Jahres 2011 scheiterte sie bei den Australian Open in ihrer ersten Qualifikation für ein Grand-Slam-Turnier bereits in der ersten Runde gegen die US-Amerikanerin Lauren Albanese mit 3:6, 7:5 und 4:6. Im Mai kam sie bei der Qualifikation der French Open bis in die dritte Runde; sie erzielte mit knapp $11.000 Preisgeld und 50 Weltranglistenpunkten ihr bis dahin bestes Ergebnis; nach den French Open wurde sie erstmals unter den Top 200 der Weltrangliste geführt. In Wimbledon erreichte sie die zweite Qualifikationsrunde, in der sie gegen Irina Falconi glatt mit 2:6, 2:6 verlor. Mittlerweile an Position 151 der Einzel-Weltrangliste scheiterte sie auch in der Qualifikation der US Open.
Während sie 2012 bei den Qualifikationen für die Australian Open, Wimbledon und US Open jeweils in der ersten Runde ausschied, kam sie bei den French Open erneut bis zur Qualifikationsrunde zwei, in der sie Jaroslawa Schwedowa glatt mit 1:6, 1:6 unterlag.
Zu Jahresbeginn 2013 verlor Bogdan auch bei den Turnieren von Cali, Bogota und Acapulco jeweils in der ersten Runde der Qualifikation, worauf sie zunächst nur noch ITF-Turniere spielte. Im Juli gelang ihr dann in Bad Gastein erstmals der Einzug ins Hauptfeld eines WTA-Turniers; dort verlor sie in der ersten Runde gegen die Österreicherin Lisa-Maria Moser knapp mit 6:76, 6:2 und 4:6.
Am 22. Juni 2014 folgte beim ITF-Turnier in Galați ein weiterer Einzeltitel. Am 13. Juli gewann sie an der Seite von Alexandra Cadanțu bei den Bucharest Open schließlich ihren ersten WTA-Titel.

## Turniersiege

### Einzel
| Nr. | Datum            | Turnier  | Kategorie   | Belag | Finalgegnerin        | Ergebnis |
| --- | ---------------- | -------- | ----------- | ----- | -------------------- | -------- |
| 1.  | 14. Juni 2009    | Bukarest | ITF $10.000 | Sand  | Simona-Iulia Matei   | 6:4, 6:3 |
| 2.  | 26. Juli 2009    | Bukarest | ITF $10.000 | Sand  | Dia Ewtimowa         | 6:3, 6:1 |
| 3.  | 10. Oktober 2010 | Madrid   | ITF $50.000 | Sand  | Leticia Costas       | 6:4, 6:2 |
| 4.  | 22. Juni 2014    | Galați   | ITF $10.000 | Sand  | Oana Georgeta Simion | 6:3, 6:1 |

### Doppel
| Nr. | Datum              | Turnier                  | Kategorie         | Belag             | Partnerin          | Finalgegnerinnen                                  | Ergebnis            |
| --- | ------------------ | ------------------------ | ----------------- | ----------------- | ------------------ | ------------------------------------------------- | ------------------- |
| 1.  | 1. August 2010     | Bukarest                 | ITF $75.000       | Sand              | Irina-Camelia Begu | María Irigoyen Florencia Molinero                 | 6:1, 6:1            |
| 2.  | 26. September 2010 | Bukarest                 | ITF $25.000       | Sand              | Irina-Camelia Begu | Leticia Costas Eva Fernandez-Brugues              | 6:1, 6:3            |
| 3.  | 13. Februar 2011   | Cali                     | ITF $100.000      | Sand              | Irina-Camelia Begu | Jekaterina Iwanowa Kathrin Wörle                  | 2:6, 7:66, [11:9]   |
| 4.  | 24. Juli 2011      | Bukarest                 | ITF $100.000+H    | Sand              | Irina-Camelia Begu | Maria Elena Camerin İpek Şenoğlu                  | 6:71, 7:64, [16:14] |
| 5.  | 4. September 2011  | Mamaia                   | ITF $25.000       | Sand              | Alexandra Cadanțu  | Marina Shamayko Sopia Schapatawa                  | 6:2, 6:2            |
| 6.  | 2. Oktober 2011    | Telawi                   | ITF $50.000       | Sand              | Mihaela Buzărnescu | Ekaterine Gorgodse Anastasia Grymalska            | 1:6, 6:1, [10:3]    |
| 7.  | 22. April 2012     | Civitavecchia            | ITF $25.000       | Sand              | Raluca Olaru       | Claudia Giovine Marina Shamayko                   | 6:3, 7:5            |
| 8.  | 29. April 2012     | Tunis                    | ITF $25.000       | Sand              | Raluca Olaru       | Inés Ferrer Suárez Richèl Hogenkamp               | 6:4, 6:3            |
| 9.  | 3. Juni 2012       | Maribor                  | ITF $25.000       | Sand              | Kathrin Wörle      | Karen Barbat Anna-Lena Friedsam                   | 6:2, 2:6, [10:5]    |
| 10. | 5. August 2012     | Trnava                   | ITF $50.000       | Sand              | Renata Voráčová    | Marta Domachowska Sandra Klemenschits             | 7:62, 6:4           |
| 11. | 30. August 2012    | Mamaia                   | ITF $25.000       | Sand              | Raluca Olaru       | Danka Kovinić Tadeja Majerič                      | 7:64, 6:3           |
| 12. | 27. Oktober 2012   | Brasília                 | ITF $25.000       | Sand              | Raluca Olaru       | Timea Bacsinszky Julia Cohen                      | 6:3, 3:6, [10:8]    |
| 13. | 3. November 2012   | Buenos Aires             | ITF $25.000       | Sand              | Raluca Olaru       | María Fernanda Álvarez Terán Maria Fernanda Alves | 1:6, 6:2, [10:7]    |
| 14. | 4. August 2013     | Bad Saulgau              | ITF $25.000       | Sand              | Laura-Ioana Andrei | Barbora Krejčíková Kateřina Siniaková             | 6:711, 6:4, [10:8]  |
| 15. | 13. Juli 2014      | Bukarest                 | WTA International | Sand              | Alexandra Cadanțu  | Çağla Büyükakçay Karin Knapp                      | 6:4, 3:6, [10:5]    |
| 16. | 10. August 2014    | Hechingen                | ITF $25.000       | Sand              | Walerija Solowjowa | Carolin Daniels Antonia Lottner                   | 6:3, 6:1            |
| 17. | 22. Oktober 2016   | Saguenay                 | ITF $50.000       | Hartplatz (Halle) | Mihaela Buzărnescu | Bianca Andreescu Charlotte Robillard-Millette     | 6:4, 6:74, [10:6]   |
| 18. | 26. November 2016  | Solarino                 | ITF $10.000       | Teppich           | Justyna Jegiołka   | Veronica Napolitano Miriana Tona                  | 4:6, 6:3, [10:7]    |
| 19. | 15. September 2017 | Székesfehérvár           | ITF $15.000       | Sand              | Laura-Ioana Andrei | Réka Luca Jani Panna Udvardy                      | 1:6, 6:2, [10:7]    |
| 20. | 14. Oktober 2017   | Santa Margherita di Pula | ITF $25.000       | Sand              | Walerija Solowjowa | Tereza Mrdeža Akiko Omae                          | 7:67, 5:7, [11:9]   |
| 21. | 3. Februar 2018    | Antalya                  | ITF $15.000       | Hartplatz         | Cristina Ene       | Haruna Arakawa Kim Da-bin                         | 6:4, 6:3            |
| 22. | 9. Februar 2019    | Trnava                   | ITF W25           | Hartplatz (Halle) | Eliza Kostowa      | Michaela Hončová Hanna Posnichirenko              | 7:5, 7:65           |
| 23. | 6. Juli 2019       | Biella                   | ITF W25           | Sand              | Réka Luca Jani     | Chihiro Muramatsu Yūki Naitō                      | 6;1, 6:3            |